# Hanna Groenenberg
Hanna Groenenberg is een Nederlands voetbalster die uitkomt voor Be Quick '28.

## Carrière
Op 26 mei 2017 maakte ze haar debuut in de Zwolse hoofdmacht, ze kwam in de 86e minuut in het veld voor Rebecca Doejaaren, in de wedstrijd tegen Achilles '29 (1–2).

### Carrièrestatistieken
| Seizoen                    | Club            | Land            | Competitie      | Competitie | Competitie | Beker | Beker | Internationaal | Internationaal | Overig | Overig | Totaal | Totaal |
| Seizoen                    | Club            | Land            | Competitie      | Wed.       | Dlp.       | Wed.  | Dlp.  | Wed.           | Dlp.           | Wed.   | Dlp.   | Wed.   | Dlp.   |
| -------------------------- | --------------- | --------------- | --------------- | ---------- | ---------- | ----- | ----- | -------------- | -------------- | ------ | ------ | ------ | ------ |
| 2016/17                    | PEC Zwolle      | Nederland       | Eredivisie      | 1          | 0          | 0     | 0     | –              | –              | –      | –      | 1      | 0      |
| Carrière totaal            | Carrière totaal | Carrière totaal | Carrière totaal | 1          | 0          | 0     | 0     | 0              | 0              | 0      | 0      | 1      | 0      |
| Bijgewerkt tot 29 mei 2017 |                 |                 |                 |            |            |       |       |                |                |        |        |        |        |